# ఇ
Cette page contient des caractères spéciaux ou non latins. S’ils s’affichent mal (▯, ?, etc.), consultez la page d’aide Unicode.
ఇ, transcrit i, est une voyelle de l’alphasyllabaire télougou.

## Représentations informatiques
Ses caractères Unicode sont :
| formes       | représentations | chaînes de caractères | points de code | descriptions                  |
| ------------ | --------------- | --------------------- | -------------- | ----------------------------- |
| indépendante | ఇ               | ఇ                     | U+0C07         | lettre télougou i             |
| dépendante   | ి                | ి                      | U+0C3F         | diacritique voyelle télogou i |